# Zaječí skok
Zaječí skok je přírodní rezervace poblíž krajského města Jihlavy, překrývá se částečně s evropsky významnou lokalitou nazvanou taktéž Zaječí skok, v nadmořské výšce 490 - 500 metrů. Oblast spravuje Krajský úřad Kraje Vysočina. Předmětem ochrany jsou strmé skalní útvary, tvořící několik výchozů nad pravým břehem řeky Jihlavy situovaných na jihozápad, asi dva kilometry od města Jihlavy, které přechází v suťový les navazující na říční údolí s arkticko-alpinskými relikty (kapradinka skalní) i teplomilnějšími druhy. Území rezervace má rozlohu 1,5 ha, je tedy zajímavou ukázkou střetů několika různých biotopů na velmi malé ploše. O biologické rozmanitosti rezervace svědčí i fakt, že se na jejím území nachází celkem 15 druhů játrovek a 81 druhů mechů.
Ochrana území probíhá oficiálně od 30. let 20. století, kdy byla zřízena ministerstvem školství a národní osvěty, nicméně již dříve se zde nacházela soukromá rezervace místního statkáře Leopolda Kosovského. Přes PR vede turistická trasa z Jihlavy do Rantířova.

## Lokalita
Chráněné území se nachází na Vysočině, na turistické trase mezi Jihlavou a Rantířovem. Z Jihlavy vychází trasa z městské části zvané Staré Hory a vede mezi řekou Jihlavou a železničními kolejemi až do Rantířova. Značná část trasy z Jihlavy do rezervace jsou široké cesty na otevřeném poli, které je zemědělsky obhospodařované. Tento úsek je dlouhý asi dva kilometry. Okolo Zaječího skoku roste převážně smrková monokultura, kterou vede trasa i směrem z rezervace do kilometr a půl vzdáleného Rantířova. Na tomto místě mívá cesta občas charakter lesní pěšiny vedoucí po balvanové suti, nebo širších lesních cest vedoucích k blízké chatařské oblasti. Terén je kopcovitého charakteru a v blízkosti rezervace se stává poměrně strmým téměř k samotným vyhlídkám ze skalních výchozů. 

## Legenda o Zaječím skoku
Legenda vypráví o zlém rytíři, který žil na Plandrech a zemřel při lovu. Během štvanice poddanými nenáviděný pán nejprve zbil a pak zabil nemohoucího starce. Sotva starý muž klesl mrtev k zemi, proběhl kolem zajíc a rytíř jej začal pronásledovat. Zajíc mu utíkal, ale lovec byl rychlejší a nebohého zajíce doháněl. Štvané zvíře skočilo ze skály nad řekou a rytíř donutil koně ke skoku za ním a na místě zahynul. Na památku této události je do skály vtisknuto koňské kopyto s podkovou. Díky této události se oblast jmenuje Zaječí skok.

## Historie
Přírodní rezervace byla vyhlášena 31. prosince 1933 ministerstvem školství a národní osvěty. Předtím byla z podnětu profesora na jihlavském gymnáziu Josefa Ambrože a Přírodovědeckého klubu soukromou rezervací statkáře Leopolda Kosovského. V roce 1992 byla znovu vyhlášena již zákonem 114/1992 Sb.

## Přírodní podmínky
Skály jsou tvořeny moldanubickým plutonem s žílami žuly. Všechny útvary jsou značně rozpraskané, podléhající erozi mrazem. Jihozápadní strana je tvořena téměř kolmými stěnami pěti skalních výchozů vysokých až 30 metrů. Na kamenitém podloží se vytvořila mělká litozem, rankery na sutích a kambizem na mírnějších svazích. Pod skalami protéká v meandru řeka Jihlava. Nadmořská výška je 490 až 500 metrů.

### Flóra
Značná rozrůzněnost terénu, jihozápadní strmé skalní stěny a pozvolné svahy na severovýchod, umožňují na velmi malé ploše rychlé střídání biotopů s jejich faunou a flórou. V místech odhalených skal a rozpukaných balvanech kořenuje borovice lesní (Pinus sylvestris), na ní navazuje smíšený les, kde roste lípa malolistá (Tilia cordata), dub letní (Qurcus robur) a javor klen (Acer pseudoplatanus) a poté suťový les, ve kterém je jasan ztepilý (Fraxinus excelsior), růže převislá (Rosa pendulina). V bylinném patře jsou zástupci horských a podhorských bylin jako třeba oměj pestrý (Aconitum variegatum), udatna lesní (Aruncus vulgaris), řeřišničník Hallerův (Cardaminopsis halleri), glaciální relikty kapradinka skalní (Woodsia ilvensis) a játrovka mrtník Ludwigův Asterella gracilis. Vedle chladnomilných druhů se vyskytují i teplomilné rostliny: třezalka chlupatá (Hypericum hirsutum), dobromysl obecná (Origanum vulgare), jetel horský (Trifolium montanum).
V údolí Jihlavy se vyskytují typičtí hajní zástupci rostlin: konvalinka vonná (Convallaria majalis), samorostlík klasnatý (Actaea spicata), jaterník trojlaločný (Hepatica nobilis), zvonek broskvoňolistý (Campanula persicifolia), svízel lesní (Galium sylvaticum) a popenec chlupatý (Glechoma hirsuta). Na kmenech 5 lip tvoří stabilní populaci dvouhrotec zelený (Dicranum viride).

### Fauna
Řeka poskytuje vhodné stanoviště živočichům vázaným na vodu: vydra říční (Lutra lutra), ledňáček říční (Alcedo atthis), skorec vodní (Cinclus cinclus), konipas horský (Motacilla cinerea), na skalách a v lese žije slepýš křehký (Anguis fragilis), ještěrka živorodá (Zootoca vivipara), ještěrka obecná (Lacerta agilis) a výr velký (Bubo bubo).

## Galerie

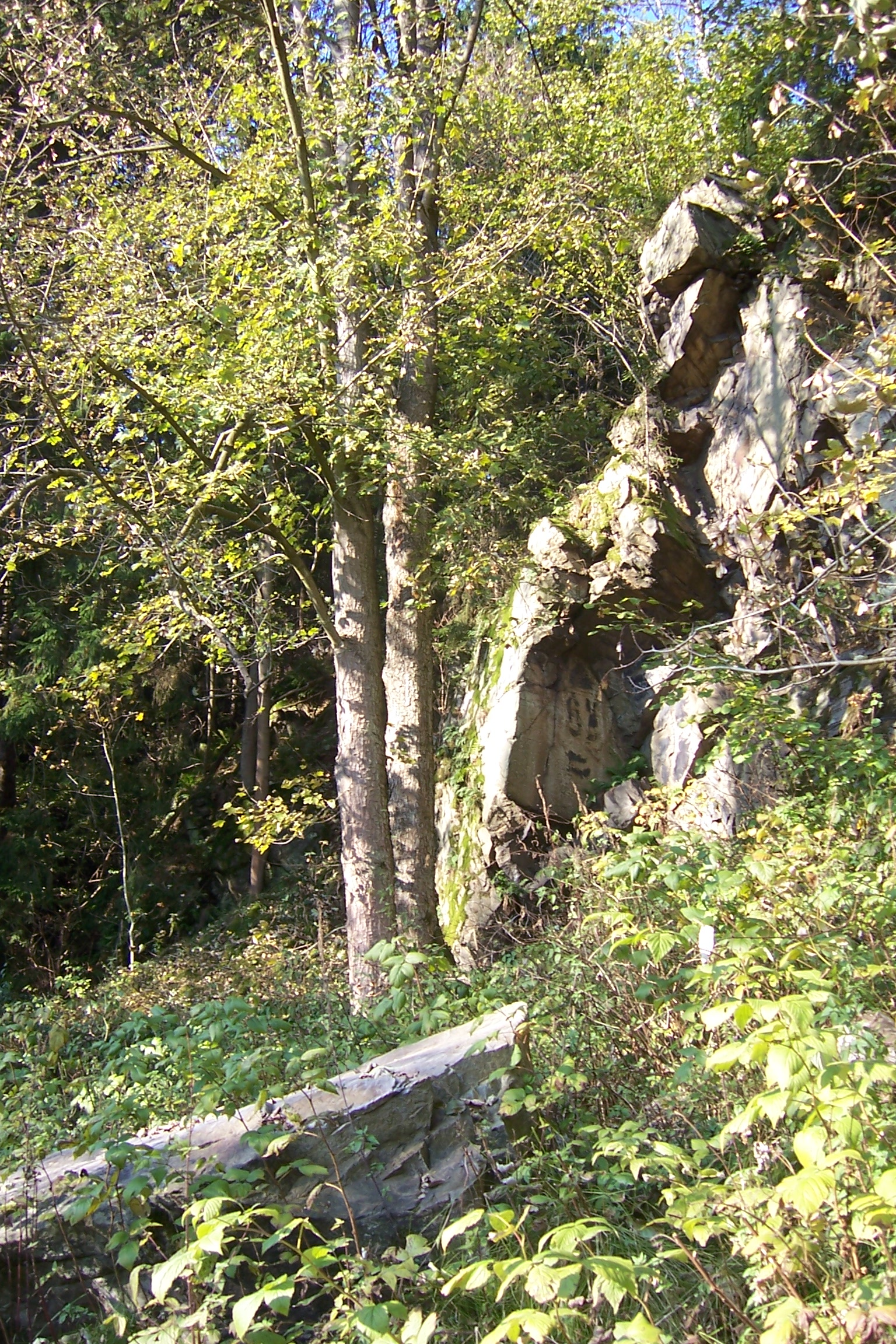
Suťový les na mrazem erodovaných kamenech
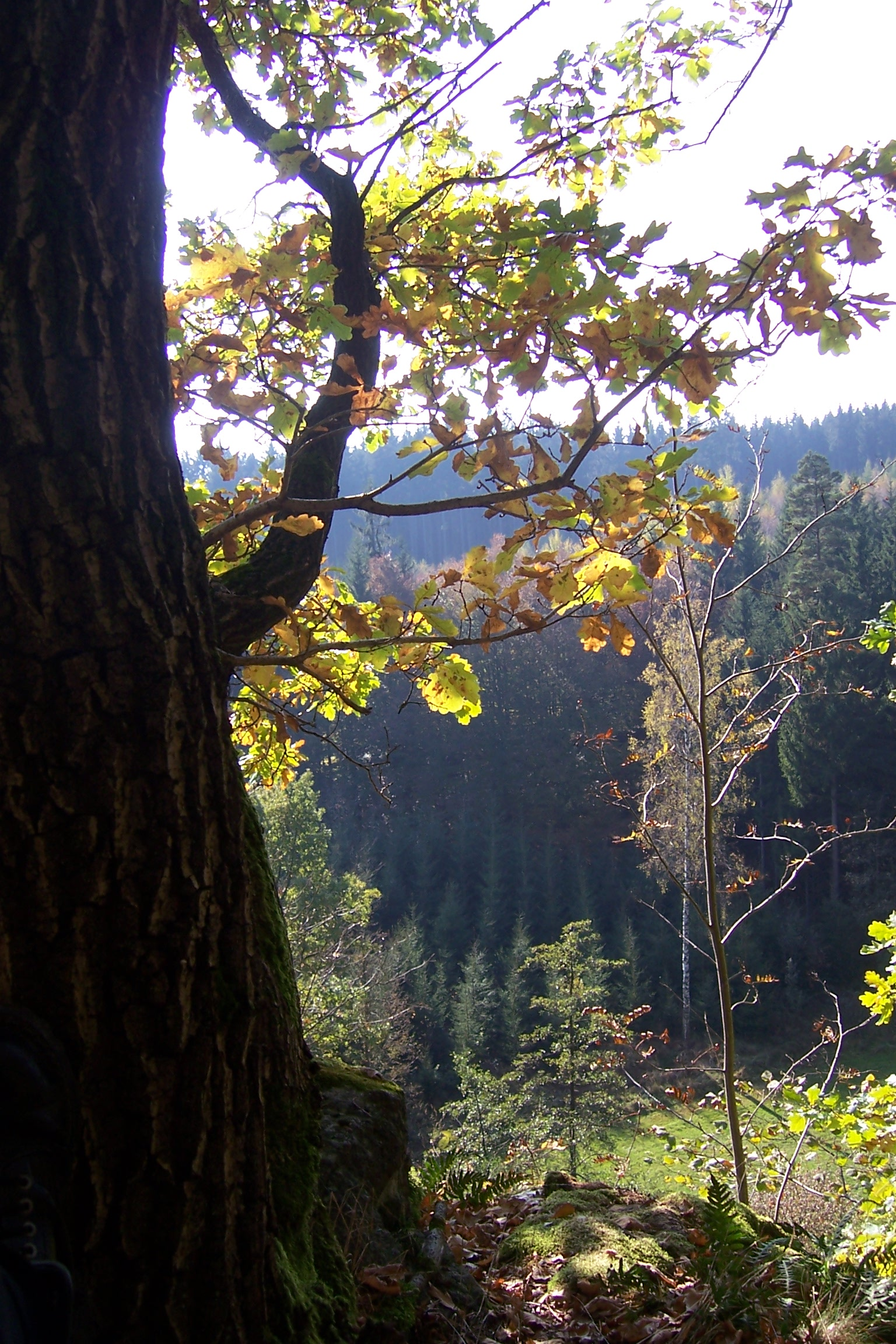
Vyhlídka ze skalního výchozu
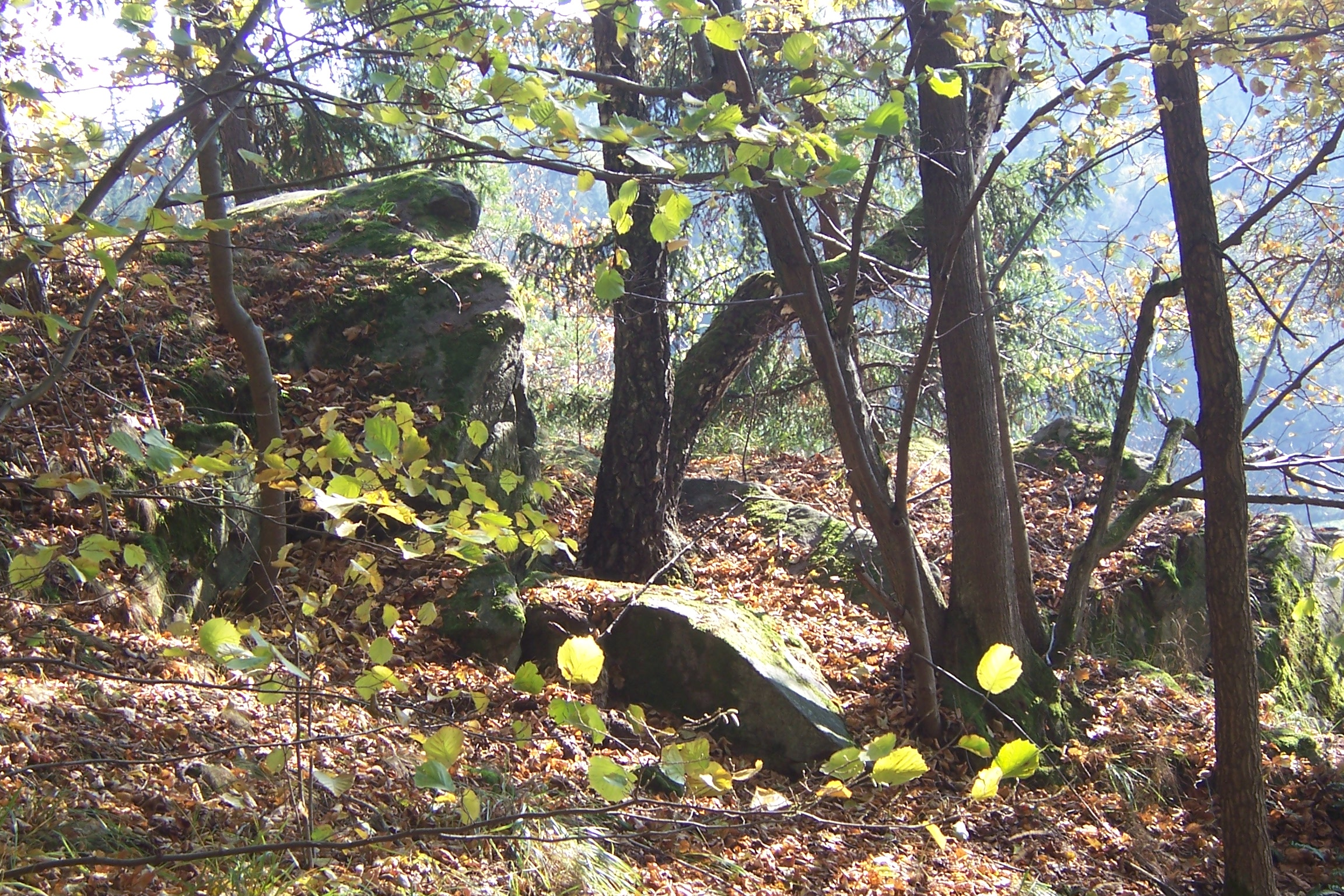
Úžlabina mezi výchozy se smíšeným lesem
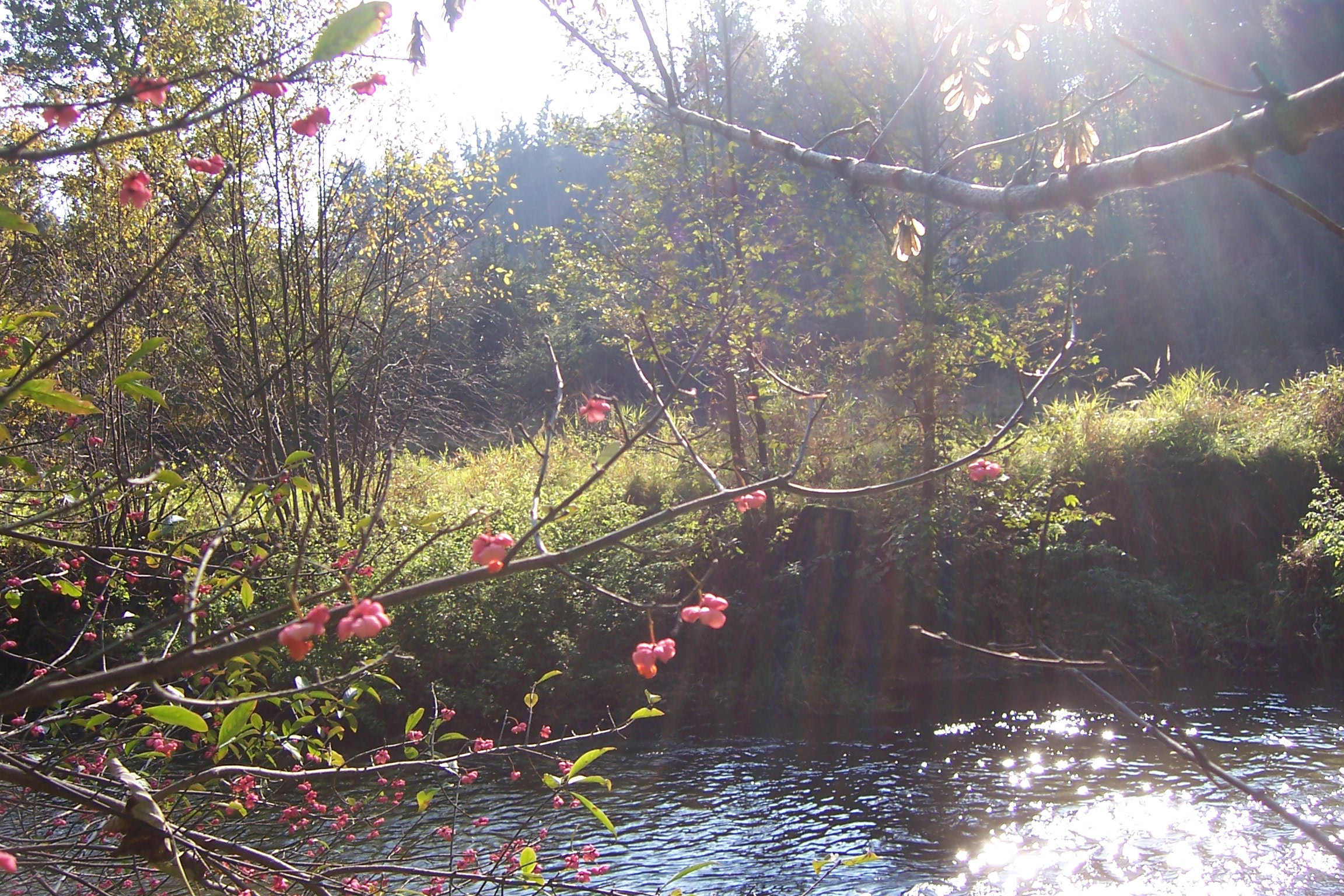
Pohled na louku na levém břehu řeky
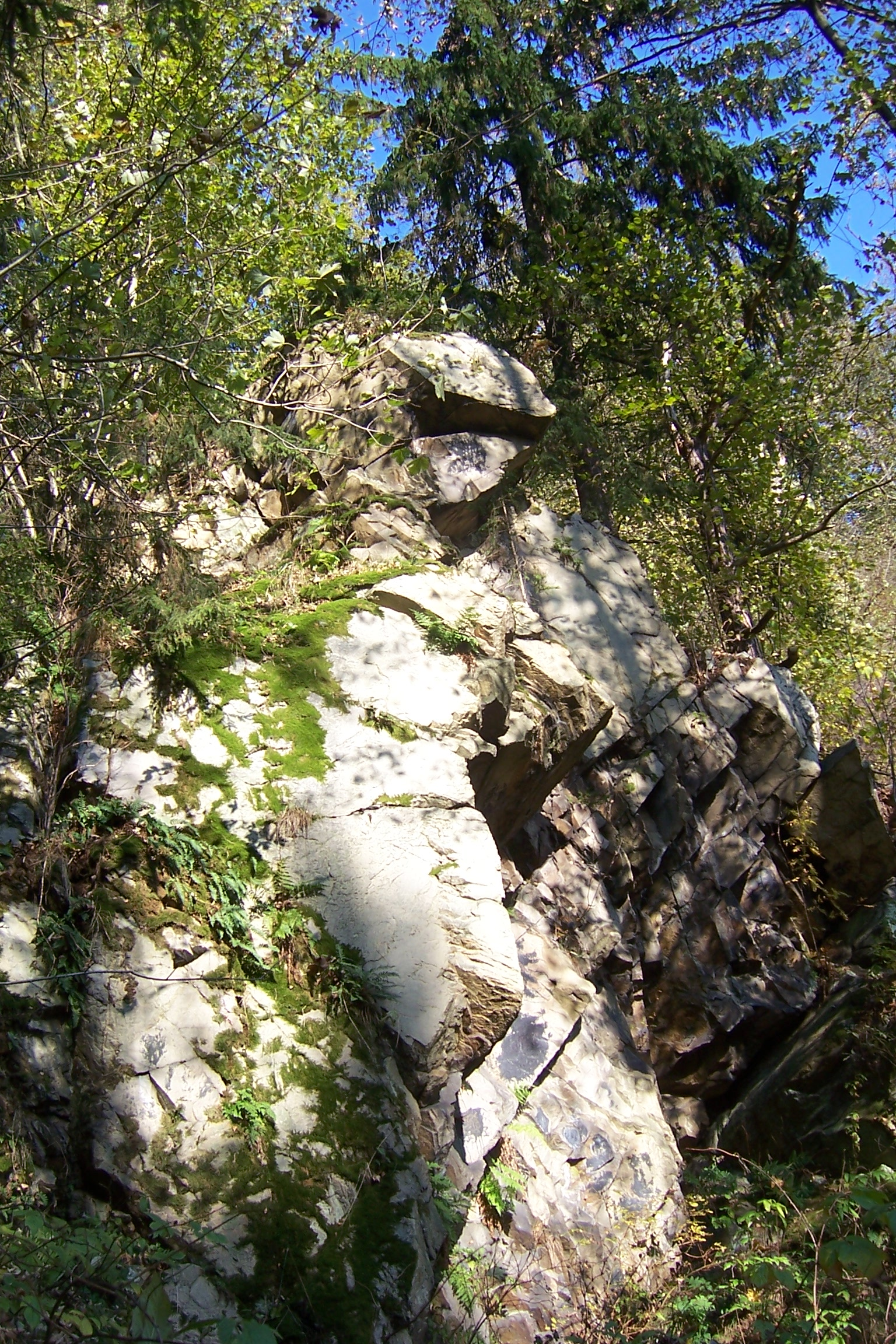
Kolmá skalní stěna a suťový les
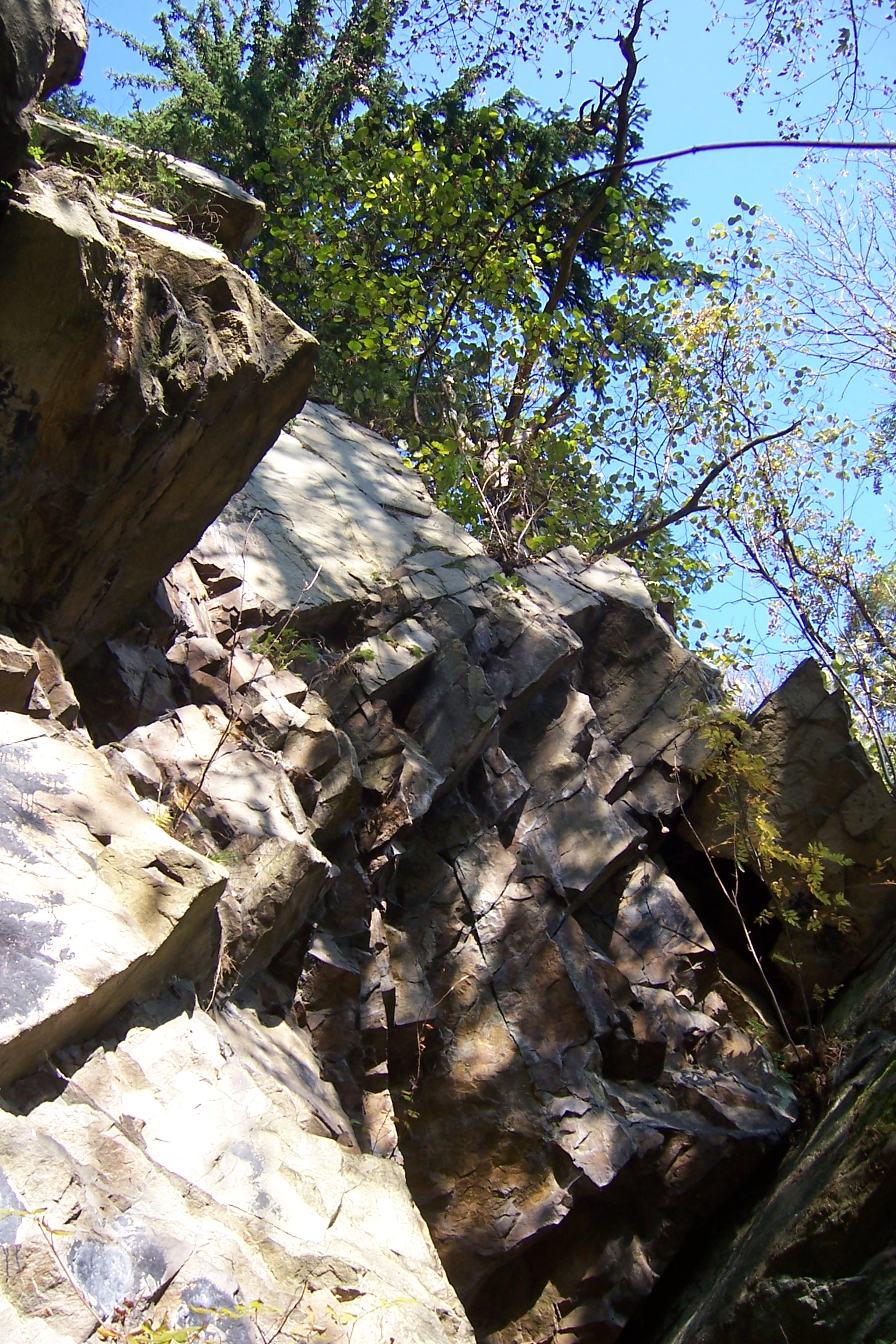
Kolmé skalní stěny